# NGC 7337
NGC 7337 је спирална галаксија у сазвежђу Пегаз која се налази на NGC листи објеката дубоког неба.
Деклинација објекта је + 34° 22' 26" а ректасцензија 22h 37m 26,6s. Привидна величина (магнитуда) објекта NGC 7337 износи 14,6 а фотографска магнитуда 15,4. NGC 7337 је још познат и под ознакама UGC 12120, MCG 6-49-50, CGCG 514-71, PGC 69344.